# Danlí (kommun)
Danlí är en kommun i Honduras.   Den ligger i departementet El Paraíso, i den centrala delen av landet, 90 km öster om huvudstaden Tegucigalpa. Antalet invånare är 135 136.